# Sant Martí de les Serres
Sant Martí de les Serres és una església que forma part de l'Inventari del Patrimoni Arquitectònic Català de Navès (Solsonès).

## Situació
Es troba a la part central del terme municipal, damunt el llom de la carena del Bassot, al marge esquerre del torrent de la Vallanca.
Per anar-hi es parteix de la carretera C-26 (de Solsona a Berga), al seu pas pel terme de Navès, al km. 114,2 (42° 00′ 05″ N, 1° 36′ 22″ E / 42.001501°N,1.606178°E). Aquí cal prendre la carretera a Besora i Busa. Carretera asfaltada i ben senyalitzada que se segueix fins que:
- Als 7,3 km. (42° 03′ 20″ N, 1° 36′ 33″ E / 42.055500°N,1.609270°E), en l'indret anomenat la Creu Roja, es deixa l'asfalt i es pren el trencall de la dreta, senyalitzat "Marsinyac" "Les Serres" "La Selva". A partir d'aquí, ni que la pista sigui bastant bona, és recomanable circular-hi en 4x4. Seguir sempre la pista principal.
- Als 9,8 km. es deixa el trencall a la dreta, senyalitzat "Marsinyac", i es continua amunt. La pista es redreça i després de creuar la carena de cal Moixí i més endavant el torrent de la Vallanca, passa a tocar de la masia de les Serres i, poc més endavant, als 13,5 km, s'arriba a l'església.

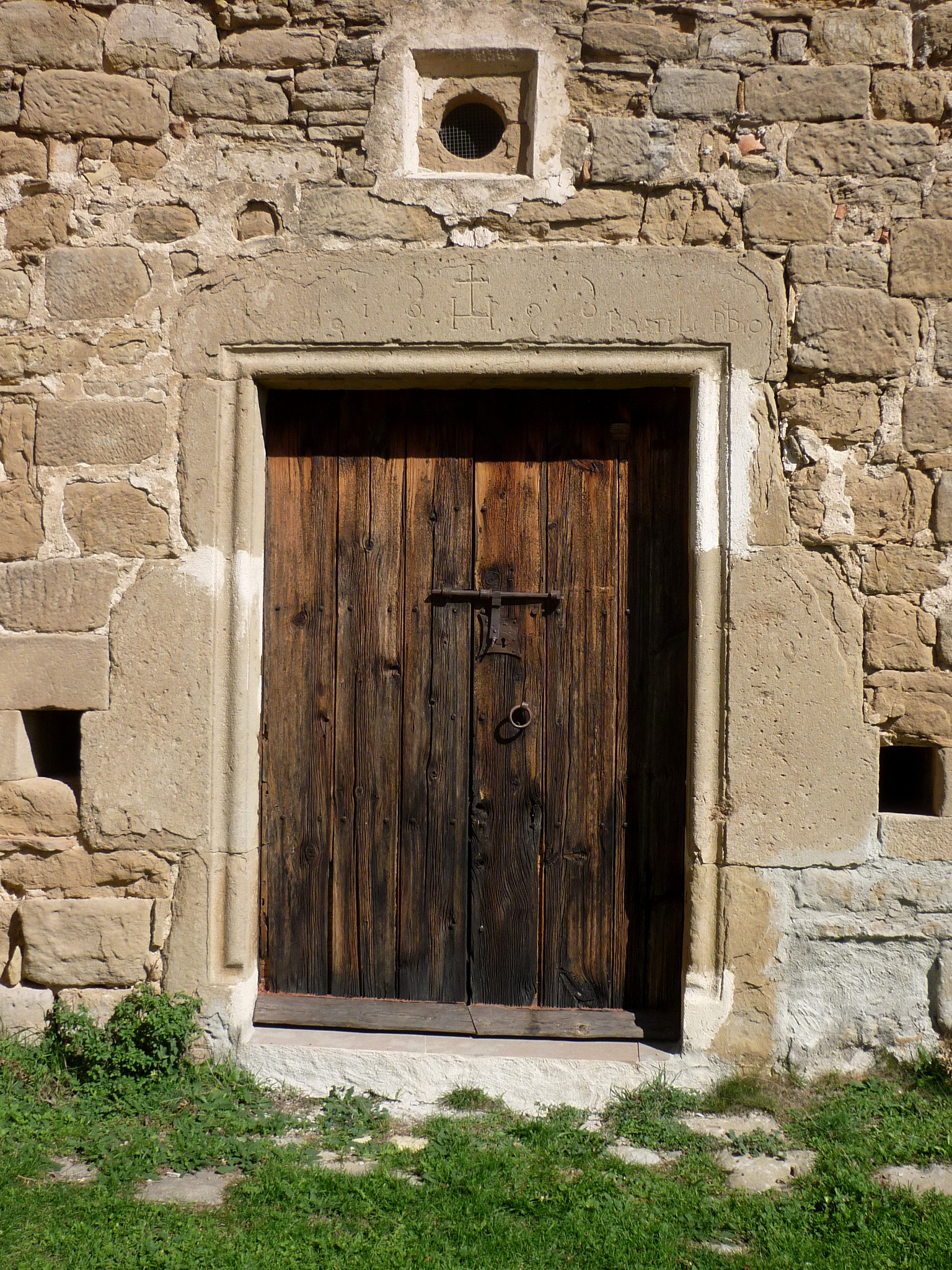
Portal actual

## Descripció
Sant Martí de les Serres és una església romànica modificada d'una nau i absis desaparegut. Les seves mides són de 4,85x6,70 metres. L'església està orientada a l'est.
La volta de la nau ha desaparegut. A la banda interior del frontis hi ha senyals d'haver tingut volta d'arrencada gòtica i coronament arrodonit. Va ser convertida en pagesia, actualment abandonada i conserva només una part de la nau. L'absis, ha estat substituït per una construcció rectangular. La coberta del conjunt és avui a un vessant. El mur sud es conserva en tota la seva alçada i té encara la cornisa de pedres trapezoïdals amb bisell. El mur nord, està refet d'un metre del sòl en amunt i el frontis, està deformat per un pilar que sosté la teulada. El parament és de grans carreus treballats a punta. La porta al mur sud, és d'arc de mig punt adovellada i està tapiada.

### Notícies històriques
Església no esmentada en l'Acta de Consagració i Dotació de la Catedral d'Urgell de l'any 839. Les modificacions van ser fetes l'any 1678 per Jaume Postils i després se'n van fer d'altres per habilitar-ho com a habitatge o corral.